# ألان كلاين
ألان كلاين (بالإنجليزية: Alan Klein)‏ هو مغن مؤلف بريطاني، ولد في 29 يونيو 1940 في كليركينويل في المملكة المتحدة.

## روابط خارجية
- ألان كلاين على موقع IMDb (الإنجليزية)
- ألان كلاين على موقع ديسكوغز (الإنجليزية)